# 梯度定理
梯度定理（英語：gradient theorem），也叫线积分基本定理，是说标量场梯度沿曲线的积分可用标量场在该曲线两端的值之差来计算。
设函数{\displaystyle \varphi :U\subseteq \mathbb {R} ^{n}\to \mathbb {R} }，则
{\displaystyle \varphi \left(\mathbf {q} \right)-\varphi \left(\mathbf {p} \right)=\int _{\gamma [\mathbf {p} ,\,\mathbf {q} ]}\nabla \varphi (\mathbf {r} )\cdot d\mathbf {r} .}
梯度定理把微积分基本定理从直线数轴推广到平面、空间，乃至一般的{\displaystyle n}维空间中的曲线。
梯度定理表明梯度场的曲线积分是路径无关的，这是物理学中“保守力”的定义方式之一。如果{\displaystyle \varphi }是位势，则{\displaystyle \nabla \varphi }就是保守向量场。上面的公式表明：保守力做功只和物体运动路径的端点有关，而与路径本身无关。
梯度定理有个逆定理，是说任何路径无关的向量场都可以表示为某个标量场的梯度。这个逆定理和原定理一样在纯粹和应用数学中有很多推论和应用。

## 证明
设{\displaystyle \varphi }是个从{\displaystyle \scriptstyle \mathbb {R} ^{n}}中的开集{\displaystyle U}到{\displaystyle \scriptstyle \mathbb {R} }的可微函数，设{\displaystyle r}是闭区间{\displaystyle [a,b]}到{\displaystyle U}的可微函数，那么由多元复合函数求导法则，复合函数{\displaystyle \varphi \circ r}在闭区间{\displaystyle [a,b]}上可微，并且对所有{\displaystyle t\in [a,b]}，
{\displaystyle {\frac {d}{dt}}(\varphi \circ \mathbf {r} )(t)=\nabla \varphi (\mathbf {r} (t))\cdot \mathbf {r} '(t)}
这里{\displaystyle \cdot }是{\displaystyle \scriptstyle \mathbb {R} ^{n}}上的内积。
{\displaystyle \varphi }的定义域{\displaystyle U}中含有从p到q的可微曲线γ，定向为从p至q。设{\displaystyle {\mathbf {r} }(t)}是γ的参数化（其中{\displaystyle t\in [a,b]}），那么上面的式子说明
{\displaystyle {\begin{aligned}\int _{\gamma }\nabla \varphi (\mathbf {u} )\cdot d\mathbf {u} &=\int _{a}^{b}\nabla \varphi (\mathbf {r} (t))\cdot \mathbf {r} '(t)dt\\&=\int _{a}^{b}{\frac {d}{dt}}\varphi (\mathbf {r} (t))dt=\varphi (\mathbf {r} (b))-\varphi (\mathbf {r} (a))=\varphi \left(\mathbf {q} \right)-\varphi \left(\mathbf {p} \right)\end{aligned}}}
第一个等式是根据曲线积分的定义，第三个等式用了微积分基本定理。:374

## 梯度定理的逆定理
梯度定理说明如果一个向量场{\displaystyle F}是某个标量函数的梯度（即保守场），则{\displaystyle F}是路径无关的（即{\displaystyle F}沿分段可微的曲线的积分只和路径的端点有关）。这个定理有个强大的逆定理，是说若{\displaystyle F}是个路径无关的向量场，则它是某个标量函数的梯度。:410容易证明一个向量场是路径无关的当且仅当它沿任何闭曲线积分为零，因此梯度定理的逆定理是说如果{\displaystyle F}沿定义域中的任何闭曲线积分为零，则它是某标量函数的梯度。